# Canales
Canales település Spanyolországban, Ávila tartományban.  Lakosainak száma 35 fő (2024).

## Népesség
A település népessége az utóbbi években az alábbiak szerint változott:
| Lakosok száma | 63   | 56   | 57   | 52   | 50   | 53   | 52   | 45   | 39   | 35   |
|               | 2001 | 2004 | 2006 | 2009 | 2011 | 2014 | 2016 | 2019 | 2021 | 2024 |